# سیارک ۳۶۶۴
سیارک ۳۶۶۴ (به انگلیسی: 3664 Anneres، نامگذاری:4260P-L) سه هزار و ششصد و شصت و چهارمین سیارک کشف شده‌است که در ۲۴ سپتامبر ۱۹۶۰ کشف شد.
قدر مطلق سیارک برابر ۱۲٫۳۰ است.